# Dioctria arthritica
Dioctria arthritica är en tvåvingeart som beskrevs av Friedrich Hermann Loew 1871. Dioctria arthritica ingår i släktet Dioctria och familjen rovflugor. Inga underarter finns listade i Catalogue of Life.